# Märchenprinz verzweifelt gesucht
Märchenprinz verzweifelt gesucht (Goosed) ist eine US-amerikanische Filmkomödie aus dem Jahr 1999. Regie führte Aleta Chappelle, das Drehbuch schrieb Charbie Dahl.

## Handlung
Charlene gilt in ihrer Familie als eine Außenseiterin. Sie lernte schlecht in der Schule. Nach dem Abschluss heiratete sie, doch die Ehe wurde bald geschieden.
Eine Wahrsagerin sagt Charlene, diese würde einen Arzt heiraten und in der Ehe glücklich sein. Der Arzt soll den Vornamen Steven tragen. Charlene sucht den Mann. Sie lernt Dr. Steven Stevenson kennen, der sich jedoch nicht als ihr Traummann erweist. Charlene trifft den richtigen Mann nicht, sie ist jedoch um einige Erfahrungen reicher.

## Kritiken
Das Lexikon des internationalen Films schrieb, der Film sei ein „Versuch einer romantischen Komödie, der nur bedingt über Witz“ verfüge. Sein dramaturgischer Aufbau folge „den Regeln einer Sitcom“.